# Marcel Ostaševski
Marcel Ostaševski, slovenski operni pevec, lirski baritonist * 9. november 1916, Radovljica, † 30. november 2005, Ljubljana.
Marcel Ostaševski je študiral pri Pavli Lovše in Bogu Leskovicu. Svojo poklicno pevsko kariero je začel na odru sarajevske operne hiše, kjer je pel do leta 1952. Nato je odšel v mariborsko opero in štiri leta kasneje še na operni oder ljubljanske opere. 
V obeh slovenskih opernih hišah je Ostaševski ljubiteljem operne glasbe pričaral vrsto najzahtevnejših baritonskih pevskih vlog. Gostoval je na Reki, v Novem Sadu, Skopju, Beogradu, Zagrebu ...

## Vloge
- knez Jelecki (Pikova dama)
- Figaro (Seviljski brivec)
- Rigoletto (Rigoletto)
- oče Germont (Traviata)
- grof Luna (Trubadur)
- dr. Malatesta (Don Pasquale)
- Silvio (Glumači)
- Valentin (Faust)
- Gianni Schicchi (Gianni Schicchi)